# Leopoldo Serran
Leopoldo Serran (Rio de Janeiro, 6 de maio de 1942 — Rio de Janeiro, 20 de agosto de 2008) foi um roteirista e escritor brasileiro.

## Biografia
Trabalhou com Bruno Barreto em filmes como Dona Flor e Seus Dois Maridos, Gabriela, Cravo e Canela e O Que É Isso, Companheiro?. Escreveu também roteiros para Arnaldo Jabor, Fábio Barreto (O Quatrilho), Cacá Diegues e Murilo Salles, entre outros.
Escreveu os romances Shirley, a história de um travesti (1979) e Arara Carioca (2007).
Autor da minissérie A Máfia no Brasil, da TV Globo.
Morreu de câncer no fígado, depois de quatro meses lutando contra a fase crítica da doença.